# Muguette Buhler
Muguette Buhler (Paris, 1905 - Créteil, 1972) est une modéliste et créatrice de mode française. Elle a travaillé pour Paul Poiret, Madeleine Vionnet, Jean Patou, Augusta Bernard…
En 1944, elle crée avec Martiale Constantini (1904-1987) la maison Mug Deval.
En 1994, sa fille Rosine Buhler fait don à l'UFAC d'environ 15 000 dessins et croquis de mode.